# Komańcza (gmina)
Pour la localité, voir Komańcza.
Komańcza [kɔˈmaɲt͡ʂa] (en ukrainien: Команча, Komancha) est une commune rurale de la Voïvodie des Basses-Carpates et du powiat de Sanok. Elle s'étend sur 455,18 km2 et comptait 5 139 habitants en 2004.

## Histoire
L'ancienne commune de Zawadka Morochowska se trouve sur le territoire de cette gmina. Elle a été la capitale de l'éphémère République de Komańcza entre novembre 1918 et janvier 1919.